# Brachypodium retusum
Brachypodium retusum là một loài thực vật có hoa trong họ Hòa thảo. Loài này được (Pers.) P.Beauv. mô tả khoa học đầu tiên năm 1812.

## Hình ảnh

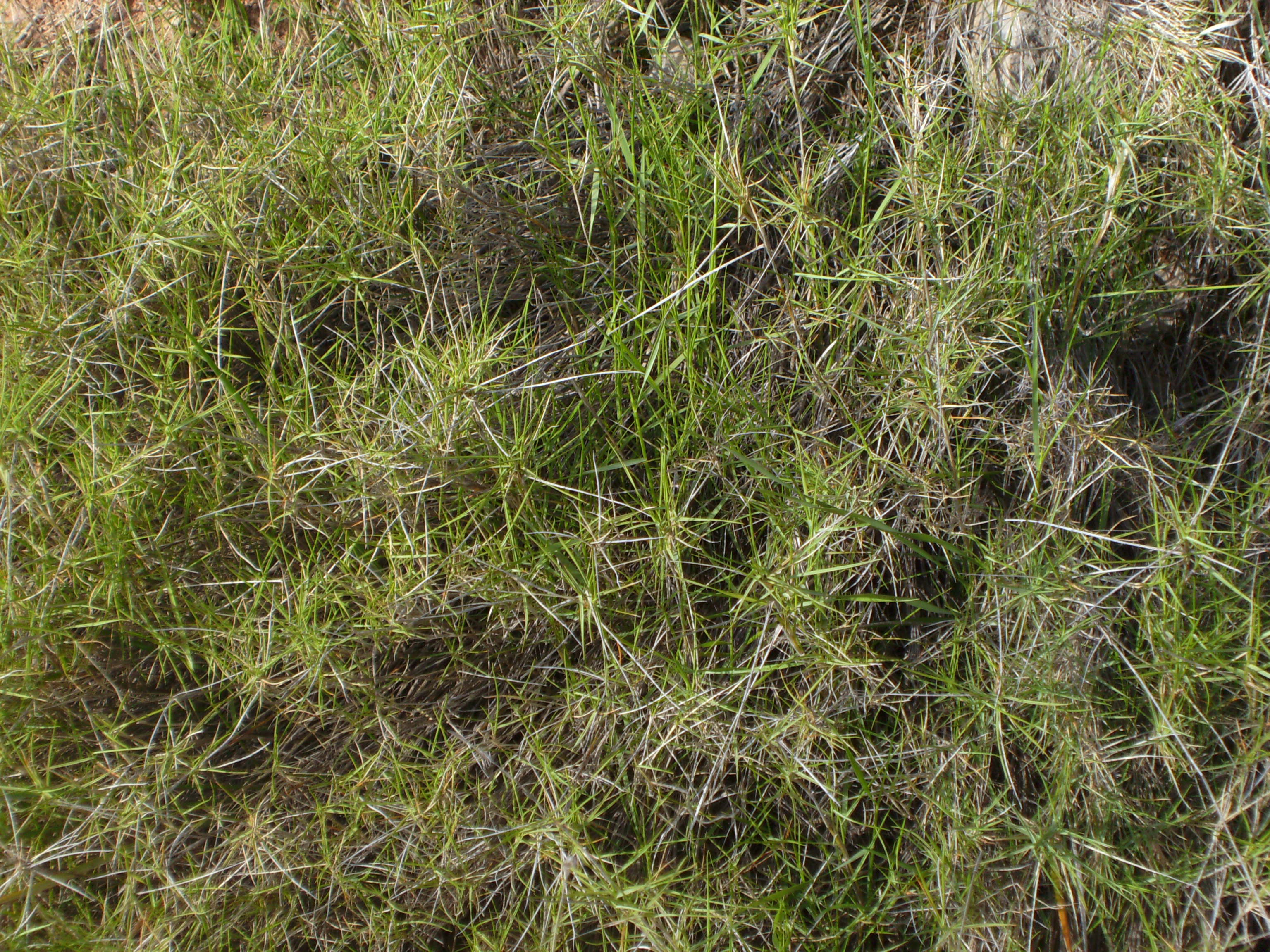
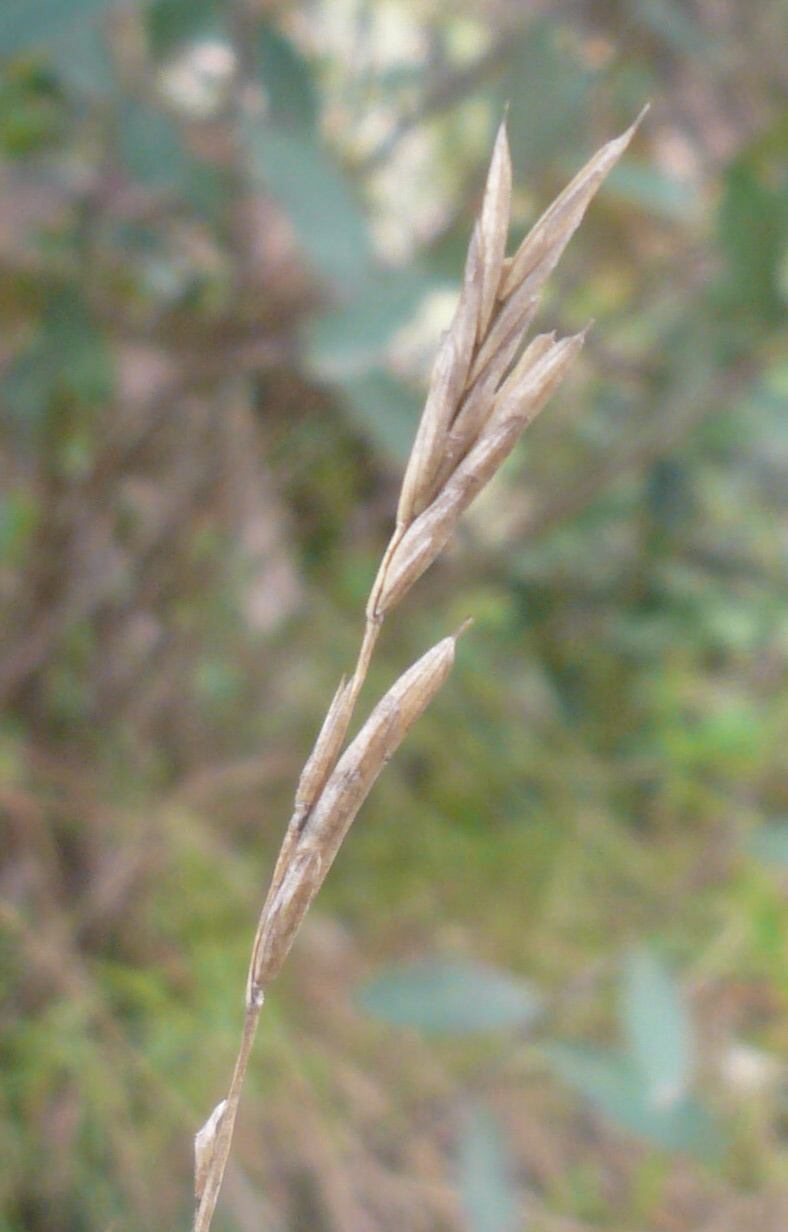
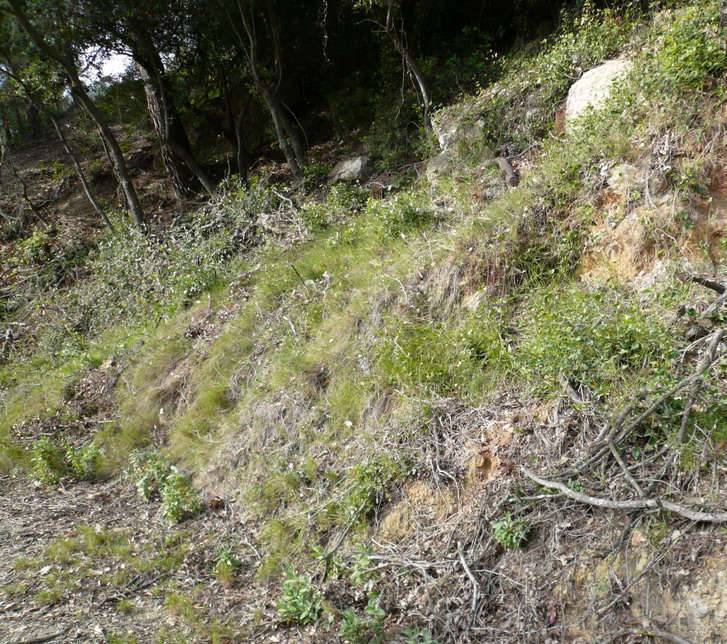
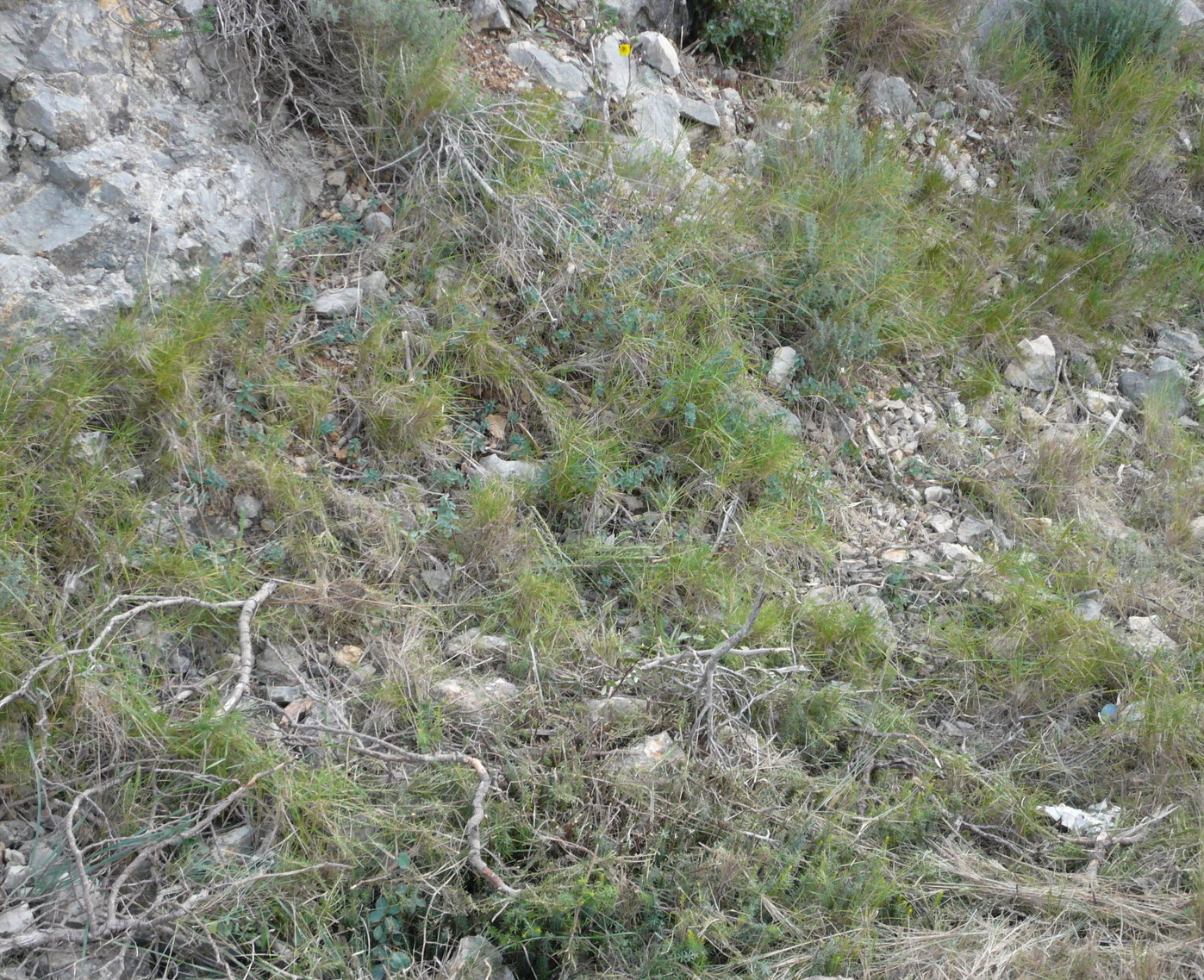